# Gokčanica
Gokčanica (en serbe cyrillique : Гокчаница) est un village de Serbie situé sur le territoire de la ville de Kraljevo, district de Raška. Au recensement de 2011, il comptait 85 habitants.

## Démographie
| 1948 | 1953 | 1961 | 1971 | 1981 | 1991 | 2002 | 2011 |
| ---- | ---- | ---- | ---- | ---- | ---- | ---- | ---- |
| 310  | 365  | 331  | 286  | 236  | 163  | 86   | 85   |

|  |